# Gas industrial

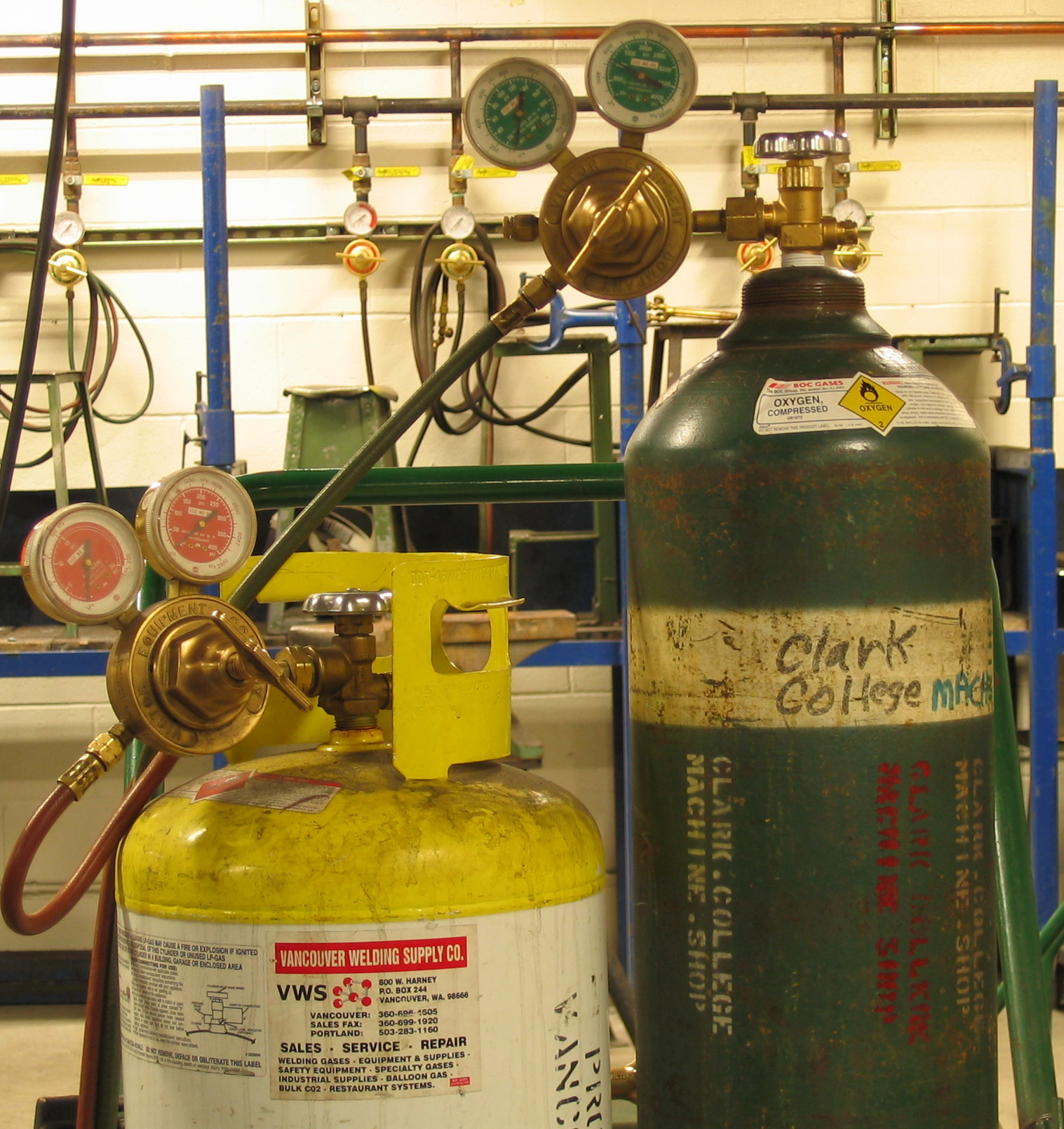
Bombonas de gas comprimido con oxígeno y gas MAPP.

Los gases industriales son un grupo de gases, manufacturados que se comercializan con usos en diversas aplicaciones. Principalmente son empleados en procesos industriales, tales como la fabricación de acero, aplicaciones médicas, fertilizantes, semiconductores, etc. Pueden ser a la vez orgánicos e inorgánicos y se obtienen del aire mediante un proceso de separación o producidos por síntesis química. Pueden tomar distintas formas como comprimidos, en estado líquido, o sólido.

## Seguridad en el manejo de gases industriales
Los gases industriales pueden ser inflamables y producir graves consecuencias en caso de fuga de su intalación. Por lo tanto, ante la duda de cómo reaccionar a una de estas fugas, no hay que ignorarla, sino realizar las reacciones correspondientes a una fuga de gas.

## Tipos de gases industriales
- dióxido de carbono(CO2)
- acetileno (C2H2)
- monóxido de carbono
- cloro (Cl2)
- hidrógeno (H2)
- cloruro de hidrógeno (HCl)
- metano (CH4)
- óxido nitroso (N2O) 554
- propano (C3H8)
- dióxido de azufre (SO2)

### Gases del aire
- - argón (Ar)
  - nitrógeno (N2)
  - oxígeno (O2)

### Gases nobles
- - helio (He)
  - kriptón (Kr)
  - neón (Ne)
  - xenón (Xe)

### Gases refrigerantes
- - Gases refrigerantes sintéticos
    - CFC
    - HCFC
    - HFC

  - Gases refrigerantes naturales
    - Aire
    - Dióxido de carbono
    - Amoniaco

## Usos
- Industria química
- Soldaduras
- Protección medioambiental
- Comida
- Aire para respirar
- Seguridad y gases inertes
- Cristales, cerámicas, otros minerales
- gases medicinales
- Metalurgia
- Cauchos, plásticos, pinturas
- Industria de semiconductores
- Tratamiento de aguas

## Formas de distribución
- Gasoductos
- Transporte pesado (camión, tren, barco)
- Bombonas (soplete de acetileno, respriracón, fuente de soda)